# Winnington
Winnington är en ort i civil parish Northwich, i distriktet Cheshire West and Chester, i grevskapet Cheshire, i England. Winnington var en civil parish 1866–1936 när blev den en del av Northwich, Weaverham cum Milton och Hartford. Civil parish hade 1 268 invånare år 1931. Byn nämndes i Domedagsboken (Domesday Book) år 1086, och kallades då Wenitone.